# Drehscheibe Longwood
Die Drehscheibe Longwood ist eine ehemalige Oberleitungsbus-Drehscheibe in Longwood bei Huddersfield, Großbritannien. Sie wurde am 1. September 1939 eröffnet und musste bereits 1940 kriegsbedingt wieder eingestellt werden. In der zweiten Hälfte der 1980er Jahre wurde sie abgebaut. Darüber hinaus existieren beziehungsweise existierten weltweit noch vier weitere Anlagen dieser Art. 

## Galerie

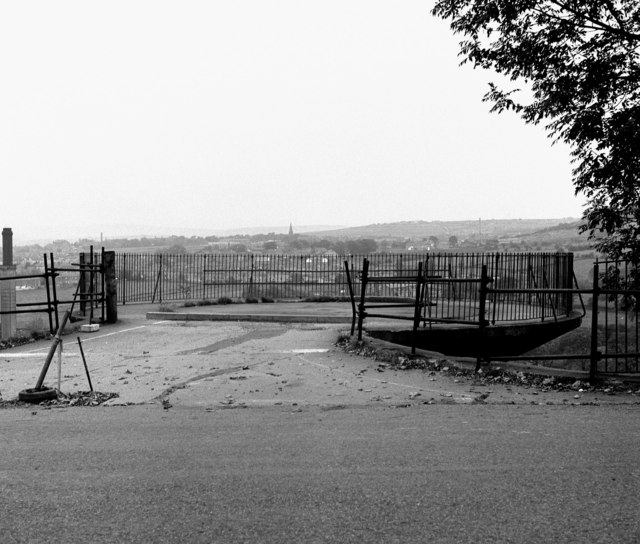
Die ehemalige Drehscheibe im Oktober 1985
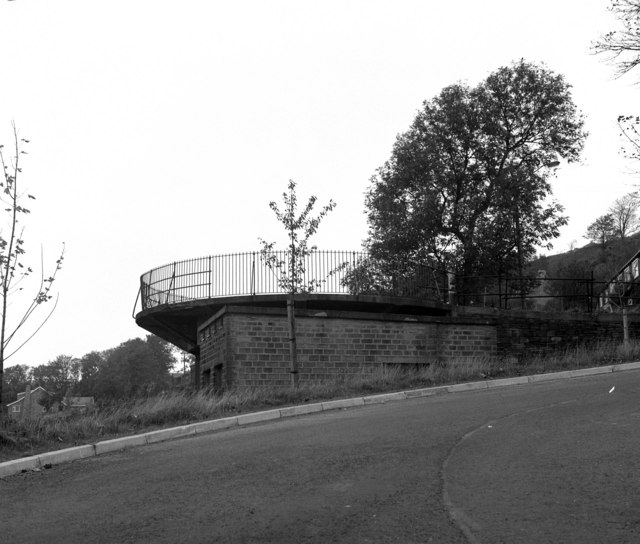
Die Anlage von unten